# Oksøy-klassen
Oksøy-klassen er en fartøjsklasse af minerydningsfartøjer. De er opkaldt efter norske øer: Oksøy, Karmøy, Måløy og Hinnøya. Fartøjerne blev bygget i perioden 1990–1995 og konstruktionsmæssigt de samme som minestrygerne af Alta-klassen.
Fartøjerne er ca. 54 meter lange, og 13,5 meter brede og er bygget som en katamaran. De har løftevinger, som sammen med et gummiskørt foran og agter danner en luftpude mellem skrogene. Denne slags fartøj bliver omtalt som et Surface Effect Ship (SES) som på grund af den mindre vandmodstand har et stort fartpotentiale. At skibet er hævet giver også en mindre akustisk signatur i vandet, og dermed mindre sandsynlighed for at udløse miner. Ligesom den nyere Skjold-klasse er skibene konstrueret i fiberforstærket plast, for dermed at holde vægten nede, hvilket er essentielt for SES-fartøjer. Fremdriften skabes af to hovedmotorer koblet til hver sin waterjet. Et minerydningsfartøj har til opgave at finde og uskadeliggøre miner en efter en ved at finde dem ved hjælp af eksempelvis sonar eller fjernstyrede undervandsfartøjer. Oksøy-klassen og Alta-klassen tilhører alle 1. minerydningsenhed, som er stationeret ved Haakonsvern Orlogsstasjon. KNM Oksøy gik på grund i Hjeltefjorden ud for Bergen i februar 2005. I stedet for en dyr reparation blev det besluttet at benytte skibet som reservedele til de resterende enheder i Oksøy-klassen samt Alta-klassen indtil den blev solgt på auktion i 2009. Klassen bidrager ofte til SNMCMG 1.

## Skibe i klassen
| Pnt. | Navn   | Kølen lagt       | Søsat        | Indgået           | Skæbne       | Kaldesignal |
| ---- | ------ | ---------------- | ------------ | ----------------- | ------------ | ----------- |
| M340 | Oksøy  | 1. december 1990 | 8 marts 1993 | 24. marts 1994    | udfaset 2009 | LBDT        |
| M341 | Karmøy | -                | -            | 24. oktober 1994  | I tjeneste   | LBDU        |
| M342 | Måløy  | -                | -            | 24. marts 1995    | I tjeneste   | LBDV        |
| M343 | Hinnøy | -                | -            | 8. september 1995 | I tjeneste   | LBDW        |

## Eksterne links
- Eugenio's Warships: M340 Arkiveret 12. april 2009 hos  Wayback Machine